# Trương quý phi (Tống Nhân Tông)
Trương quý phi (chữ Hán: 張貴妃; 1024 - 1054), còn gọi Ôn Thành Hoàng hậu (溫成皇后), là một phi tần rất được sủng ái của Tống Nhân Tông Triệu Trinh.
Cuộc đời Trương quý phi chiếm trọn sự sủng ái của Tống Nhân Tông. Trong số hậu phi, bà là người được Nhân Tông thiên vị nhất, vượt xa ân điển dành cho phi tần, lấn át cả Từ Thánh Tào hoàng hậu. Ỷ sủng sinh kiêu, Trương quý phi phóng túng quyền hành, can thiệp triều chính, nhận không ít lời phê bình của người đời và sử gia. 
Đương thời bà chưa từng làm Hoàng hậu, cũng không sinh Hoàng đế kế vị nhưng vẫn được truy phong thụy hiệu và an táng bằng lễ của Hoàng hậu, mặc dù đương kim hoàng hậu còn sống và đang tại vị. Bà là một trong 5 phi tần duy nhất của nhà Tống được truy phong bên cạnh Chương Huệ Hoàng hậu của Tống Chân Tông, Trương Hoàng hậu của Tống Nhân Tông, Minh Đạt Hoàng hậu và Minh Tiết Hoàng hậu của Tống Huy Tông, dù chưa từng làm chính thất hay Đế mẫu. Tuy được hưởng đặc ân, Tống sử vẫn dùng danh xưng ["Trương quý phi"] trong ghi chép về bà, mà không phải ["Hoàng hậu"] như đã truy phong. Theo lệ của Chương Huệ hoàng hậu, Trương quý phi có nơi thờ tự riêng mà không phối hưởng Thái Miếu. 

## Tiểu sử
Trương quý phi, nguyên quán ở Vĩnh An, Hà Nam (nay là Củng Huyện, Hà Nam, Trung Quốc), xuất thân tại một gia đình trung lưu, hậu duệ của người Ngô Việt. Tằng tổ phụ Trương Văn Tiệm (张文渐), đương thời làm Đông đầu Cung phụng quan (东头供奉官). Tổ phụ Trương Dĩnh (张颖) lấy Tiến sĩ làm quan, đến Huyện lệnh, sau là Hiệu thư lang (校书郎); thân phụ là Tiến sĩ Trương Nghiêu Phong (張堯封), ngoài ra còn có hai cô con gái Trương thị vào cung hầu Tống Chân Tông. Mẹ Tào thị (曹氏), con gái Tào Giản (曹简), là Trợ giáo của Ứng Thiên phủ.
Trương Nghiêu Phong mất sớm, mẹ là Tào thị bèn đem bà cùng hai em gái đến nương nhờ người bác lớn là Viên ngoại lang Trương Nghiêu Tá (張堯佐) nhưng bị cự tuyệt. Cuối cùng, Trương thị bị bán vào làm ca nhi trong phủ của Kinh Quốc đại trưởng công chúa (荊國大長公主), con gái của Tống Thái Tông. Năm lên 8 tuổi, Trương thị cùng hai em gái được Kinh Quốc đại trưởng công chúa đưa vào cung học tập, do Chương Huệ Thái hậu chỉ bảo. Ở trong cung, Trương thị là người xuất sắc nhất trong ba chị em, sớm học phép tắc lễ nghi, đều do Cung nhân Giả thị trực tiếp huấn luyện. Trương thị ở môi trường như vậy mà dần dần có phong thái của mỹ nhân, dung mạo khuynh nước khuynh thành. Vào một buổi yến tiệc, mỹ mạo của Trương thị được Tống Nhân Tông phát hiện, bèn say đắm sủng ái. Bà không chỉ xinh đẹp xuất chúng mà đa tài đa nghệ, năng ca thiện vũ, lại biết dùng lời nói ngon ngọt nắm được tâm tư của Tống Nhân Tông, sung vào hàng Ngự thị (御侍).
Năm Khánh Lịch nguyên niên (1041), Trương thị được sách phong làm Thanh Hà quận quân (清河郡君), không lâu sau lại thăng lên làm Tài nhân, rồi dần lên Tu viên, hàng Chính nhị phẩm. Tổng cộng Trương thị hoài thai sinh hạ 3 Hoàng nữ là Đặng Quốc công chúa (鄧國公主), Trấn Quốc công chúa (鎮國公主) và Đường Quốc công chúa (唐國公主) nhưng đều chết non. Về sau Tống Huy Tông truy tặng cả ba vị công chúa tôn vị Đế cơ (帝姬).

## Đắc sủng sinh kiêu
Khánh Lịch năm thứ 2 (1042), con gái đầu của Trương thị là Hoàng tam nữ chết, tặng An Thọ công chúa. Do mẹ được sủng, An Thọ công chúa cũng hưởng chút vinh quang, trong ngoài thành hôm ấy mặc thành phục đưa tang công chúa, quan viên đều tựu ngoài điện. Sang năm thứ 3 (1043), tháng 5, con gái thứ là Hoàng tứ nữ cũng mất. Trương Tu viên xót thương tự trách mình phúc mỏng liên lụy con gái, xin giáng làm Mỹ nhân. Dẫu vậy, Nhân Tông đối với Trương thị vẫn đặc biệt gia ân, trước đó đã cho truy tặng cha của Trương thị là Nghiêu Phong làm Bí thư giám (秘书监), đến tháng 9 này lại truy phong Tằng tổ là Trương Văn Tiệm làm Thứ sử Ninh Châu, tổ phụ Trương Dĩnh làm Quang lộc Thiếu khanh (光禄少卿), ông ngoại là Tào Giản truy tặng Bí thư tỉnh Trứ tác Tá lang (秘书省著作佐郎). Chỉ một phi tần mà truy tặng 3 đời, chưa từng xảy ra bao giờ. Năm thứ 6 (1046), tặng Tào thị làm Thanh Hà quận phu nhân (清河郡夫人).
Năm Khánh Lịch thứ 8 (1048), ngày 11 tháng 10 (âm lịch), Tống Nhân Tông ra chỉ tấn phong Trương Mỹ nhân làm Quý phi do sự kiện Ninh Thọ cung sự biến (寧壽宮事變). Khi ấy, Trương Mỹ nhân cũng vừa kịp đến cứu giá, lại lấy thân mình bảo vệ Hoàng đế, khiến Nhân Tông cảm động. Sang ngày hôm sau, Nhân Tông ngự điện, đặc biệt khen thưởng Trương thị, đại thần là Hạ Tủng (夏竦) kiến nghị nên trọng thể thưởng cho Trương thị, nhưng Trương Phương Bình (张方平) bất đồng ý kiến, bèn nói lại với Trần Chấp Trung (陳執中) rằng: "Ngày xưa, Phùng Tiệp dư chắn gấu, cũng chưa từng nghe đặc thù khen thưởng. Hơn nữa đã có Hoàng hậu lại tôn sùng Quý phi, xưa nay không có đạo lý này. Nay ông tâu xin trọng thưởng Quý phi, tất thiên hạ sẽ dồn vào ông mà chỉ trích!". Trần Chấp Trung sợ hãi mà không tấu hùa theo. Tháng 10 năm ấy, Trương thị được Nhân Tông thăng vị làm Quý phi. Hai em gái của Trương thị, một người phong Tài nhân, một người thụ Thanh Hà quận quân.
Do được sủng ái, Trương quý phi tìm cách thăng tiến cho bác mình là Trương Nghiêu Tá, khiến Tống Nhân Tông phong cho ông ta những chức vụ rất quan trọng dù không có tài cán gì, như Tiết độ sứ của Hoài Khang quân (淮康军), Tuyên huy sứ (宣徽使) và Cảnh linh sứ (景灵使), điều này khiến nhiều quan viên trong triều phẫn nộ. Trước tình hình đó, Tri gián viện Bao Chửng dâng sớ phản đối, khiến các quan viên cũng hùa theo. Tuy nhiên, chức vụ của Trương Nghiêu Tá không những không bị giáng mà còn tiếp tục thăng tiến dưới sự chống lưng của Nhân Tông. Thấy tình hình không suy chuyển, Bao Chửng hạch tội Trương Nghiêu Tá trong suốt ba ngày liền, thậm chí còn lớn tiếng gọi quốc trượng là loại: "Rác rưởi, quỷ quyệt". Không thấy động tĩnh, ông tiếp tục tố cáo. Tống Nhân Tông bất bình, tiếp tục phong Trương Nghiêu Tá lên làm Cảnh linh sứ. Bao Chửng không nhịn được nữa, yêu cầu mở một cuộc biện luận ngay trong triều, trực tiếp lý luận với Nhân Tông. Khi cuộc tranh luận lên cao trào, Bao Chửng phẫn nộ thao thao bất tuyệt trước mặt Nhân Tông phẫn nộ, đến mức bắn cả nước bọt vào mặt Hoàng đế. Nhân Tông khó xử, đành đưa vạt áo lên lau. Sau khi về cung, Trương quý phi ở ngoài cửa đón, Nhân Tông xả cơn tức vào Quý phi, nói: "Bao Chửng tranh luận, nhổ thẳng nước bọt vào mặt ta, nàng chỉ lo đến cái chức Tuyên huy sứ, lẽ nào nàng không biết đến Ngự sử Bao Chửng?". Do đó, Nhân Tông bỏ đi chức Tuyên huy sứ và Cảnh linh sứ của Nghiêu Tá. Từ đó, Tống Nhân Tông không thuận theo ý Quý phi mà gia ân cao cho người nhà nữa.
Sau sự kiện đó, Tống Nhân Tông vẫn sủng ái Trương quý phi, không hề thuyên. Trong cung cấm, Trương quý phi xem thường Tào hoàng hậu, nhưng Tào hậu nhân từ, không kiện cáo gì Quý phi, khiến bà càng thêm càng kiêu ngạo, thậm chí nhiều lần dùng nghi trượng của Hoàng hậu để xuất cung. Dù sủng ái Trương quý phi, Nhân Tông vẫn tôn trọng Tào hậu, thấy Hoàng hậu vạn phần hiền đức, nói với Quý phi rằng:"Quốc gia đều có pháp độ, có trật tự. Khanh dùng nghi thức Hoàng hậu xuất du, là xem thường kỷ cương", Quý phi đành phải khép nép vâng lời.

## Truy phong Hoàng hậu
Năm Hoàng Hựu thứ 6 (1054), ngày 8 tháng 1 (âm lịch), Trương quý phi bạo bệnh qua đời, khi chỉ vừa 30 tuổi. Tống Nhân Tông bi thống khôn nguôi, nghỉ thiết triều 7 ngày, cấm kinh thành yến tiệc trong một tháng trời.
Vì quá thương tiếc Trương quý phi, Nhân Tông ngày đêm tưởng nhớ, trị tang nghi ở Hoàng Nghi điện (皇儀殿). Tể tướng Trần Chấp Trung (陈执中) kiến nghị Nhân Tông dùng nghi lễ Hoàng hậu để hạ táng Trương quý phi, đặt thụy hiệu là Ôn Thành Hoàng hậu (溫成皇后), ý kiến này của Chấp Trung bị phản đối quyết liệt vì khi đó đương kim Hoàng hậu Tào thị vẫn còn đang tại vị. Vì lo sợ sự phản đối của nhiều quan viên, Tống Nhân Tông vào ngày thứ 4 sau khi phát tang mới ra chiếu dụ truy tặng Trương quý phi làm Hoàng hậu. Theo Tống hội yếu tập cảo (宋会要辑稿), thụy hiệu của Trương thị được giải thích: 「"Đức tính khoan nhu viết Ôn, Tề thánh quảng uyên viết Thành"; 德性宽柔曰温，齐圣广渊曰成」.
Sang tháng 6, Tống Nhân Tông truy tặng cha của bà là Trương Nghiêu Phong làm Thanh Hà quận vương (清河郡王), thụy Cảnh Tư (景思); mẹ bà Tào thị được tặng làm Tề Quốc phu nhân (齊國夫人). Tháng 10 cùng năm ấy, làm lễ an táng Ôn Thành Hoàng hậu, ấy là dựa theo tiền lệ của Hiếu Huệ hoàng hậu, gọi lăng viên riêng, xưng Ôn Thành Hoàng hậu viên (温成皇后园), lại cho dựng miếu riêng đưa thần vị vào thờ phụng, ấy là Ôn Thành Hoàng hậu từ điện (温成皇后祠殿).

## Hậu duệ
1. Đặng Quốc công chúa [鄧國公主; 1040 - 1042], con gái thứ ba của Tống Nhân Tông.
Năm Khánh Lịch thứ 2, tháng 5, phong An Thọ công chúa (安壽公主), cùng tháng mất, cải tặng Đường Quốc công chúa (唐國公主). Năm Gia Hữu thứ 4 (1059), cải thành Hán Quốc công chúa (漢國公主). Năm Trị Bình nguyên niên (1064), Tống Anh Tông lại cho đổi thành Ngụy Quốc Trưởng Công chúa (魏國長公主). Tống Huy Tông đăng vị, vào năm Nguyên Phù thứ 3 (1100) cải truy thành Đặng Quốc Đại Trưởng Công chúa (鄧國大長公主), sang năm Diên Hòa thứ 4 (1114) bắt đầu thay quy chế "Đế cơ", truy phong Đặng Quốc công chúa thành Trang Thuận Đại Trưởng Đế cơ (莊順大長帝姬).
2. Trấn Quốc công chúa [鎮國公主; 1042 - 1043], con gái thứ tư của Tống Nhân Tông.
Năm Khánh Lịch thứ 3, phong Bảo Hòa công chúa (寶和公主), cùng năm thì mất, cải tặng Việt Quốc công chúa (越國公主). Năm Gia Hữu thứ 4, cải phong Tần Quốc công chúa (秦國公主). Trị Bình nguyên niên, cải tôn Sở Quốc Trưởng Công chúa (楚國長公主). Tống Huy Tông lên ngôi, ban đầu truy phong làm Trấn Quốc Đại Trưởng Công chúa (鎮國大長公主), sau cải phong thành Trang Định Đại Trưởng Đế cơ (莊定大長帝姬).
3. Đường Quốc công chúa [唐國公主; 1044 - 1045], con gái thứ 8 của Tống Nhân Tông.
Năm Khánh lịch thứ 3, ngày 10 tháng 12 (âm lịch) sở sinh. Sang năm sau, tứ hiệu Bảo Từ Sùng Hữu đại sư (保慈崇祐大師), tên ["Ấu Ngộ"; 幼悟]. Năm Khánh Lịch thứ 5, phong Đặng Quốc công chúa (鄧國公主), sau cải thành Tê Quốc công chúa (齊國公主), hiệu ["Lạc đại sư"; 落大師]. Cùng năm ấy mất, truy tặng Hàn Quốc công chúa (韓國公主). Năm Gia Hữu thứ 4, cải thành Yên Quốc công chúa (燕國公主). Năm Trị bình nguyên niên, cải phong Tần Quốc Trưởng Công chúa (秦國長公主). Tống Huy Tông tức vị, ban đầu cải phong Đường Quốc Đại Trưởng Công chúa (唐國大長公主), sau truy phong thành Trang Thận Đại Trưởng Đế cơ (莊慎大长帝姬).

## Phim ảnh
Được khắc họa bởi Vương Sở Nhiên trong phim Thanh Bình Lạc (2020).